# Löwenberg (Löwenberger Land)
Löwenberg ist ein Ortsteil der Gemeinde Löwenberger Land im Landkreis Oberhavel (Brandenburg) und Sitz der Gemeindeverwaltung. Im Mittelalter war Löwenberg eine Minderstadt und Hauptort des historischen Landes Löwenberg, sank in der Folgezeit jedoch zu einem Angerdorf herab.

## Geographie

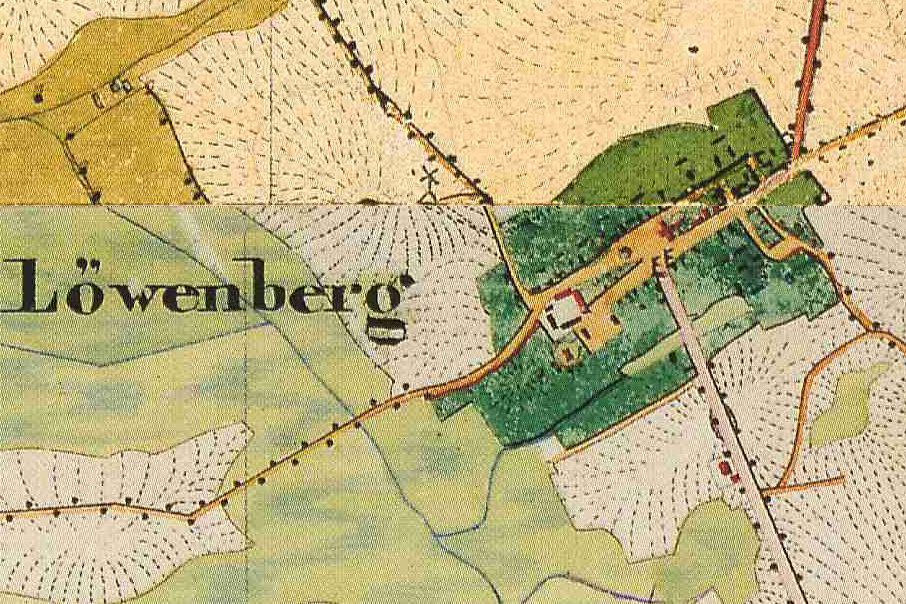
Löwenberg auf kombinierten Messtischblättern der Preußischen Uraufnahme von 1825 und 1840

Löwenberg liegt am Südrand des Naturraums der Granseer Platte. In der Ortslage kreuzen sich die Bundesstraße 96 und die Bundesstraße 167. Zum Ortsteil gehört der Wohnplatz Ausbau Mon-Caprice am Moncapricesee. Löwenberg grenzt im Norden an den Ortsteil Neuhäsen, im Osten an die Ortsteile Häsen und Neulöwenberg, im Süden an den Ortsteil Teschendorf sowie im Westen an die Ortsteile Linde und Hoppenrade.

## Geschichte
Löwenberg wurde 1269 als Lowenburg erstmals urkundlich erwähnt und 1270 als oppidum (Städtchen) bezeichnet. Es bildete den Mittelpunkt des Landes Löwenberg und unterstand ursprünglich den Markgrafen von Brandenburg. Seit 1270 befand sich Löwenberg unter der Lehnshoheit der Bischöfe von Brandenburg, die es 1374 an die Familie von Redern verpfändeten. 1375 wurde die Burg Löwenberg erwähnt. Noch 1542 wurde Löwenberg als Flecken bezeichnet, sank jedoch in der Folgezeit zu einem Angerdorf mit Gutshof herab. Von 1460 bis 1788 war es im Besitz der Familie von Bredow. Anschließend gehörte es den Familien von Arnstedt (bis 1856), von Heyden-Linden (bis 1860) und von Werthern (bis 1872).
Seit dem 17. Jahrhundert gehörte Löwenberg zum Glien-Löwenbergischen Kreis der Mark Brandenburg. 1817 kam es zum Kreis Ruppin der neuen Provinz Brandenburg. 1877 wurde beim Vorwerk Neulöwenberg der Bahnhof Löwenberg (Mark) an der Berliner Nordbahn eröffnet. 1896 erhielt Löwenberg den Bahnhof Löwenberg Dorf an der neuen Bahnstrecke in Richtung Flecken Zechlin.
Im Jahr 1900 war Löwenberg unterteilt in den Gemeindebezirk der Landgemeinde Löwenberg und in den Gutsbezirk des Rittergutes Löwenberg. Zum Gutsbezirk Löwenberg gehörten unter anderem das Forsthaus Kerkow und das Vorwerk Neulöwenberg. 1927 wurde ein Teil des Gutsbezirks einschließlich des Forsthauses Kerkow in den Gutsbezirk Neuendorf umgemeindet. 1928 wurde der verbleibende Teil des Gutsbezirks Löwenberg in die Gemeinde Neulöwenberg umgewandelt. 1946 wurden im Rahmen der Bodenreform in der Sowjetischen Besatzungszone rund 555 ha Bodenfläche aufgeteilt. Die erste Landwirtschaftliche Produktionsgenossenschaft wurde 1952 gegründet, weitere folgten.
Seit der Verwaltungsreform von 1952 gehörte Löwenberg zum Kreis Gransee des Bezirks Potsdam. Am 1. Januar 1974 wurde die Gemeinde Linde nach Löwenberg eingemeindet. Von 1992 bis 1997 gehörte Löwenberg zum Amt Löwenberg und war Sitz der Amtsverwaltung. 1993 wurde Löwenberg Teil des Landkreises Oberhavel. Der Bahnhof Löwenberg Dorf wurde 1996 geschlossen. Am 31. Dezember 1997 wurde das Amt Löwenberg aufgelöst und Löwenberg schloss sich mit neun weiteren Gemeinden zur neuen Gemeinde Löwenberger Land zusammen. Löwenberg und Linde bilden seitdem jeweils einen Ortsteil. Die Gemeindeverwaltung nahm ihren Sitz in Löwenberg.

## Einwohnerentwicklung
Die folgende Tabelle zeigt die Einwohnerentwicklung von Löwenberg zwischen 1875 und 1996 im Gebietsstand des jeweiligen Stichtages:
| Stichtag      | Einwohner | Bemerkungen                                    |
| ------------- | --------- | ---------------------------------------------- |
| 1. Dez. 1875  | 0728      | Volkszählung                                   |
| 1. Dez. 1890  | 0952      | Volkszählung                                   |
| 1. Dez. 1910  | 0831      | Volkszählung                                   |
| 16. Juni 1925 | 0830      | Volkszählung                                   |
| 16. Juni 1933 | 1065      | Volkszählung                                   |
| 17. Mai 1939  | 1213      | Volkszählung                                   |
| 29. Okt. 1946 | 1749      | Volkszählung                                   |
| 31. Aug. 1950 | 1622      | Volkszählung                                   |
| 31. Dez. 1964 | 1374      | Volkszählung                                   |
| 1. Jan. 1971  | 1412      | Volkszählung                                   |
| 31. Dez. 1981 | 1682      | Volkszählung; mit Linde                        |
| 3. Okt. 1990  | 1692      | Tag der Deutschen Einheit; mit Linde           |
| 31. Dez. 1996 | 1613      | letzter Stichtag vor Gemeindefusion; mit Linde |

## Kultur und Sehenswürdigkeiten

### Schloss Löwenberg

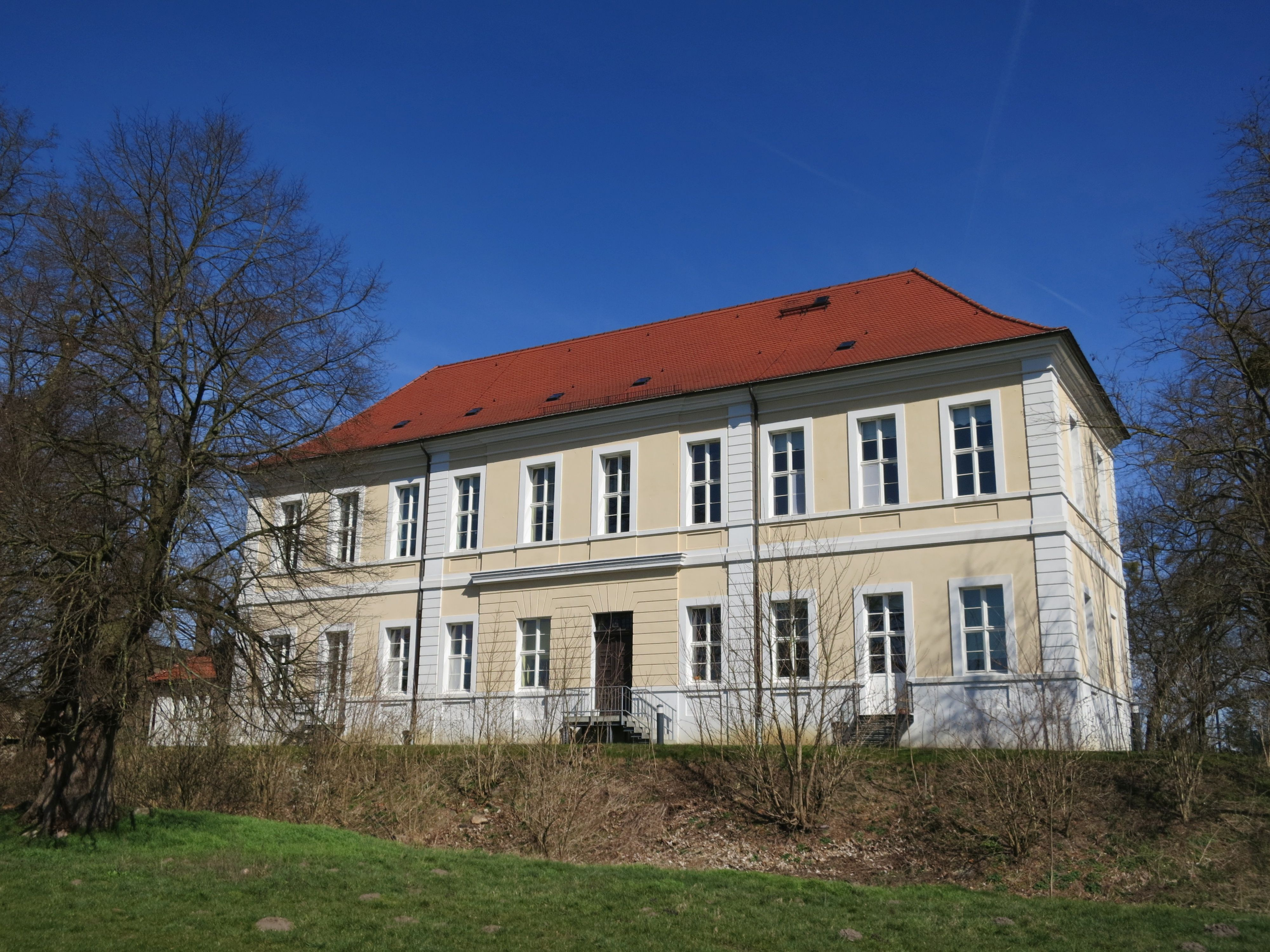
Schloss Löwenberg

Das Schloss Löwenberg ist ein zweigeschossiges verputztes Herrenhaus im Stil des Barock mit einem Walmdach. Es wurde in der ersten Hälfte des 18. Jahrhunderts auf den Fundamenten der mittelalterlichen Burg Löwenberg errichtet. Das Schloss liegt auf einem Plateau und war früher von allen Seiten mit einem Wassergraben umgeben. Im Inneren findet sich eine Eichentreppe aus der Bauzeit des Hauses mit Balustern. Das mittelalterliche Kellergeschoss zeigt Kreuz- und Tonnengewölbe.

### Dorfkirche Löwenberg
Die Dorfkirche Löwenberg ist ein großer Saalbau aus Feldsteinquadern. Sie wurde um die Mitte des 13. Jahrhunderts errichtet. Dem Kirchenschiff mit einem eingezogenen Chor schließt sich im Westen ein wuchtiger Querturm an. Das Obergeschoss des Turms ist spätgotisch. 1808 brannte die Kirche aus und wurde 1832/34 wiederhergestellt. Dabei erhielt der Turm einen Aufsatz aus Backstein mit einem Satteldach. Fast alle Öffnungen der Kirche wurden rundbogig vergrößert; nur das zweifach gestufte Westportal und die Dreifenstergruppe in der Ostwand behielten ihre alte Form. Der Saal ist flachgedeckt und vom Chor abgetrennt. Um 1830 wurden eine hölzerne Kanzelwand im Stil des Klassizismus und eine Orgel eingebaut. Das Innere wurde um 1905 ornamental mit Anklängen an den Jugendstil ausgemalt. Der Chor wurde 1955 ausgebaut und die Kirche insgesamt von 1986 bis 1991 restauriert.

### Sport
Im Waldstadion Löwenberg finden regelmäßig die Löwenspiele statt. Gastgebender Sportverein ist der Löwenberger SV. An den 22. Löwenspielen im September 2015 nahmen 600 Sportler aus Norddeutschland, Schweden und Dänemark teil. Die Wettkämpfe der Leichtathletik erstreckten sich über zwei Tage.

## Persönlichkeiten
- Hermann von Hanstein (1809–1878), Maler der Düsseldorfer Schule
- Ruth Leiserowitz, geb.Kibelka ist eine deutsche Historikerin